# ایمره کرتس
ایمره کرتس (به مجاری: Imre Kertész؛ زادهٔ ۹ نوامبر ۱۹۲۹ – ۳۱ مارس ۲۰۱۶) نویسنده اهل مجارستان برندهٔ جایزه نوبل ادبیات ۲۰۰۲. از مهم‌ترین آثار او می‌توان به رمان «بی‌سرنوشت» اشاره کرد. رد پای تجربیات و مشاهدات کرتس در اردوگاه بوخن‌والد را می‌توان به خوبی در این رمان دید که معروف‌ترین اثر او نیز محسوب می‌شود. او مجموعاً ۱۳ سال از عمر خود را صرف نوشتن این رمان کرد. «بی‌سرنوشت» یکی از تأثیرگذارترین و دردناک‌ترین آثار ادبی در بارهٔ فاجعه هولوکاست است.
ایمره کرتس در۱۹۹۰با رمان «دعای کَدیش برای کودکی که متولد نشد» به شهرت رسید؛ کدیش، دعایی است که یهودیان برای مرده می‌خوانند، و در رمان، دعایی است که او برای فرزندی قرائت می‌کند که حاضر نیست به دنیایی بیاورد که اجازه برپایی اردوگاه‌های مرگ را داده‌است.

## زندگی
ایمره کرتس در ۹ نوامبر ۱۹۲۹، در بوداپست در خانواده‌ای یهودی به دنیا آمد. نوجوان بود که جنگ جهانی دوم درگرفت و بعد از جنگ مجارستان جزو بلوک شرق شد. ایمره توانست علی‌رغم محدودیت‌های موجود در زمینه نویسندگی رشد کند. وقتی که نوجوان بود در سال ۱۹۴۴ به اردوگاه مرگ آشویتس، در لهستان که در اشغال آلمان بود فرستاده شد. او از آنجا به اردوگاه کار اجباری بوخن‌والد فرستاده شد که یک سال بعد بدست متفقین آزاد شد. اما وقتی آقای کرتس به مجارستان بازگشت، فقط برای دوره کوتاهی آزادی داشت که به کار روزنامه‌نگاری و نویسندگی بپردازد. در ۱۹۵۱ که روزنامه او تبدیل به یکی از روزنامه‌های حزب کمونیست شد، از آنجا اخراج شد. اما به هر حال، توانست کتاب‌هایی منتشر کند که به زبان آلمانی ترجمه شد. اولین رمان او «بی‌سرنوشت» بود که در ۱۹۷۵ چاپ شد و براساس تجارب خودش در آشویتس، دربارهٔ مردی بود که به اردوی کار اجباری فرستاده می‌شود و در آنجا با سازش، زنده می‌ماند. اخیراً براساس این داستان، فیلمنامه‌ای منتشر شده‌است.
او دربارهٔ تجربه‌اش از زندگی در نظام استالینیستی مجارستان و نظام نازی‌ها گفته‌است:
من در دنیایی معلق زندگی می‌کردم که در آن هر روز بدون امید به بهبود اوضاع، از خواب بیدار می‌شدم… در نظام استالینیستی می‌توانستی زندگی کنی به شرط آنکه جنم داشته باشی. اما در رژیم نازیستی- که نظامی بر پایه کار ماشینی بود- مفهوم بقا بی‌معنا بود. سیستم نازی همه‌چیز را بلعیده بود. نازیسم یک نظام کار ماشینی سختگیرانه بود.
کرتس همانند بسیاری از مردمان هم‌دوره‌اش در اروپای شرقی، سه دوره را از سر گذرانده‌است: دوره نخست پیش از هولوکاست، دوره آتش‌افروزی هیتلر و پا گرفتن اردوگاه‌های مرگ، و بعد هجوم روس‌ها استقرار نظام سوسیالیستی.
او زبان آلمانی را به‌خوبی می‌دانست و آثاری از نیچه، فروید و… را به مجاری ترجمه کرده‌است. اما مهم‌ترین اثرش بی‌سرنوشت از سال ۱۹۶۰ تا ۱۹۷۵ در انتظار چاپ باقی‌ماند. با فروپاشی بلوک شرق و ترجمهٔ آثار کرتس به انگلیسی و آلمانی و سایر زبان‌های مطرح دنیا، به سرعت سرشناس شد و سرانجام در ۲۰۰۲ میلادی برای مجموعه کارهایش جایزه نوبل ادبیات را دریافت کرد. اهدا کنندگان جایزه نوبل او را «به عنوان نویسنده‌ای که نوشته‌هایش «بر تجربهٔ شکنندهٔ فرد در برابر خودکامگی وحشیانهٔ تاریخ صحه می‌گذارد برگزیدند. او در بین سال‌های ۲۰۰۲ تا ۲۰۱۲ میلادی در برلین زندگی می‌کرد تا اینکه به علت بیماری بار دیگر به وطنش بازگشت.

## آثار
- ۱۹۷۵ - بی‌سرنوشت ترجمه الهام کریمی بلان سال ۱۳۸۸ انتشارات شهر خورشید. این رمان در لیست ۱۰۰۱ کتاب که باید قبل از مرگ بخوانید قرار دارد.
- ۱۹۷۶ - ردیاب.
- ۱۹۷۷ - رمان پلیسی.
- - پرچم انگلیسی.

## مرگ
این نویسنده معروف بامداد پنجشنبه (۳۱ مارس ۲۰۱۶ / ۱۲ فروردین ۱۳۹۵) پس از بیماری طولانی در سن ۸۶ سالگی در خانهٔ خود در بوداپست درگذشت.

## در زبان فارسی
ایمره کرتس پیش از آن که جایزه نوبل به او اهدا شود در ایران کاملاً ناشناس بود و هیچ‌یک از رمان‌های او ترجمه و منتشر نشده بود و تازه سه سال بعد از اهدای جایزه نوبل به او رمان کم حجمی (که بیشتر داستان بلند است تا رمان) از او به نام رمان پلیسی توسط گلبرگ برزین به فارسی ترجمه شد. در بخشی از این رمان می‌خوانیم: «چهل‌وهشت سال داشت و هنوز می‌شد عاشق او شد، به همین سادگی که اسم من مارتنس است. چه چشمانی! نمی‌توانستم چشم از او بردارم، مثل مگس در تله، آن‌قدر که فکر می‌کردم اوست که از من سؤال و جواب می‌کند و نه برعکس.»
- ۱۳۸۵ - رمان پلیسی. گلبرگ برزین. انتشارات بازتاب‌نگار.